# Laterallus tuerosi

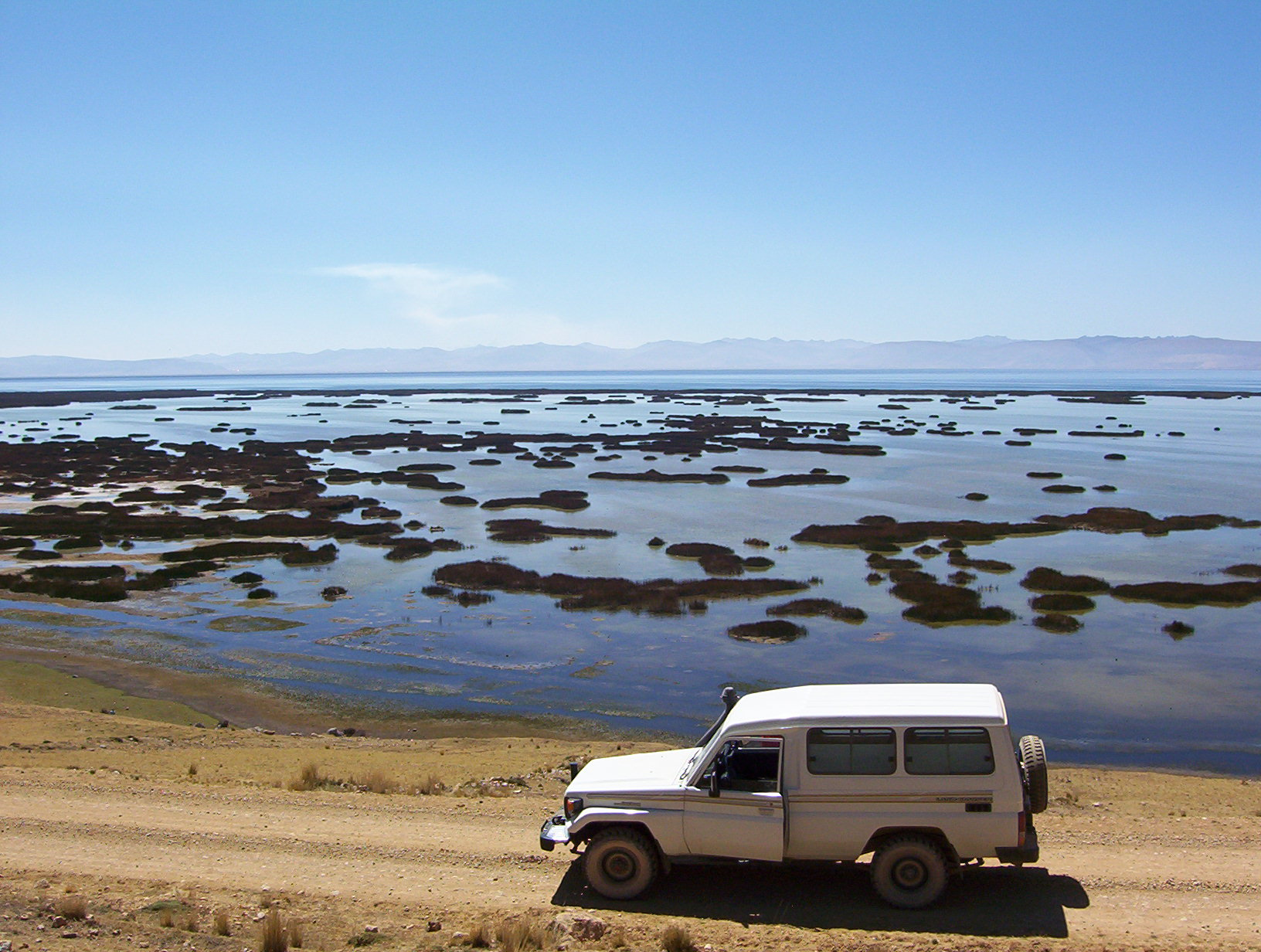
Fågeln förekommer endast vid Junínsjön i Peru.

Laterallus tuerosi, "junínrall", är en fågelart i familjen rallar inom ordningen tran- och rallfåglar. Den betraktas oftast som underart till svartrall (Laterallus jamaicensis), men urskiljs sedan 2014 som egen art av Birdlife International, IUCN och Handbook of Birds of the World.
Fågeln förekommer enbart vid Junínsjön i Peru. Den kategoriseras av IUCN som starkt hotad.